# Olympique Lyonnais 1974-1975
Questa voce raccoglie le informazioni riguardanti l'Olympique Lyonnais nelle competizioni ufficiali della stagione 1974-1975.

## Maglie e sponsor
Lo sponsor tecnico per la stagione 1974-1975 è Le Coq Sportif, mentre lo sponsor ufficiale è Carrefour Lyon.
| Manica sinistra · Maglietta · Maglietta · Manica destra · Pantaloncini · Calzettoni |

## Rosa
| N. |                        | Ruolo | Calciatore          |
| -- | ---------------------- | ----- | ------------------- |
|    | Francia (bandiera)     | P     | Yves Chauveau       |
|    | Francia (bandiera)     | P     | Jean-Claude Chemier |
|    | Francia (bandiera)     | D     | Patrick Baldassara  |
|    | Francia (bandiera)     | D     | Robert Cacchioni    |
|    | Francia (bandiera)     | D     | Albert Domenech     |
|    | Francia (bandiera)     | D     | Raymond Domenech    |
|    | Francia (bandiera)     | D     | Bernard Lhomme      |
|    | Francia (bandiera)     | D     | Robert Valette      |
|    | Lussemburgo (bandiera) | D     | Jean Zuang          |
|    | Francia (bandiera)     | C     | Jean-Paul Bernad    |

| N. |                       | Ruolo | Calciatore          |
| -- | --------------------- | ----- | ------------------- |
|    | Francia (bandiera)    | C     | Serge Chiesa        |
|    | Francia (bandiera)    | C     | Aimé Jacquet        |
|    | Francia (bandiera)    | C     | Michel Maillard     |
|    | Uruguay (bandiera)    | C     | Ildo Maneiro        |
|    | Jugoslavia (bandiera) | C     | Ljubomir Mihajlović |
|    | Francia (bandiera)    | C     | Alain Thiry         |
|    | Francia (bandiera)    | C     | Alain Chazal        |
|    | Francia (bandiera)    | A     | Bernard Ferrigno    |
|    | Francia (bandiera)    | A     | Bernard Lacombe     |
|    | Francia (bandiera)    | A     | Yves Mariot         |

## Risultati

### Coppa UEFA
| Arbitro: | Racine |

|                                                          |           |  |
| Maillard 10’, 68’, 77’ Lacombe 23’, 33’, 44’ Maneiro 53’ | Marcatori |  |

| Arbitro: | Derks |

|                |           |                                           |
| Christophe 16’ | Marcatori | Domenech 15’, 25’ Maneiro 33’ Lacombe 65’ |

| Arbitro: | Rauš |

|             |           |  |
| Simonsen 8’ | Marcatori |  |

| Arbitro: | Jiménez |

|                         |           |                                             |
| Valette 1’ Domenech 71’ | Marcatori | 23’, 50’ Bonhof 28’, 89’ Simonsen 64’ Kulik |

## Rosa

### Andamento in campionato
L'andamento non tiene conto dell'attribuzione di eventuali punti bonus che, come da regolamento allora vigente nella Division 1, venivano assegnati alla squadra che vinceva un incontro con più di tre reti di scarto.
| Giornata  | 1 | 2 | 3 | 4 | 5 | 6  | 7  | 8  | 9  | 10 | 11 | 12 | 13 | 14 | 15 | 16 | 17 | 18 | 19 | 20 | 21 | 22 | 23 | 24 | 25 | 26 | 27 | 28 | 29 | 30 | 31 | 32 | 33 | 34 | 35 | 36 | 37 | 38 |
| --------- | - | - | - | - | - | -- | -- | -- | -- | -- | -- | -- | -- | -- | -- | -- | -- | -- | -- | -- | -- | -- | -- | -- | -- | -- | -- | -- | -- | -- | -- | -- | -- | -- | -- | -- | -- | -- |
| Luogo     | C | T | C | T | C | C  | T  | C  | T  | C  | T  | C  | T  | C  | T  | T  | T  | C  | T  | C  | T  | C  | T  | T  | C  | T  | C  | T  | C  | T  | C  | T  | C  | T  | C  | T  | C  | T  |
| Risultato | N | V | N | P | V | P  | P  | N  | V  | V  | N  | V  | V  | N  | V  | P  | P  | V  | V  | N  | N  | V  | N  | P  | V  | N  | P  | P  | V  | N  | N  | P  | V  | V  | V  | P  | V  | V  |
| Posizione | 8 | 4 | 6 | 9 | 5 | 10 | 15 | 15 | 11 | 8  | 8  | 7  | 5  | 3  | 4  | 7  | 13 | 9  | 5  | 8  | 7  | 5  | 4  | 8  | 5  | 7  | 8  | 10 | 7  | 7  | 6  | 9  | 9  | 7  | 3  | 5  | 3  | 3  |

Fonte:  France » Ligue 1 1974/1975 » Schedule, su worldfootball.net.
Legenda:

Luogo: C = Casa; T = Trasferta. Risultato: V = Vittoria; N = Pareggio; P = Sconfitta.